# Огірцеве
Огірце́ве —  село в Україні, у Вовчанській міській громаді Чугуївського району Харківської області. Населення становить 234 осіб. До 2020 орган місцевого самоврядування — Гатищенська сільська рада.

## Географія
Село Огірцеве розташоване на правому березі річки Сіверський Донець, є міст, за 2 км від кордону з Росією. На протилежному березі розташоване село Гатище. Село оточує великий лісовий масив (дуб). На лівому березі річки Сіверський Донець, за 2 км від села, розташований прикордонний зупинний пункт Огірцеве (пасажирське сполучення припинено з 2014 року). На південь від села розташований гідрологічний заказник «Графський».

## Історія
Село засновано у 1660 році.
12 червня 2020 року, відповідно до Розпорядження Кабінету Міністрів України  № 725-р «Про визначення адміністративних центрів та затвердження територій територіальних громад Харківської області», увійшло до складу Вовчанської міської громади.
19 липня 2020 року, в результаті адміністративно-територіальної реформи та ліквідації Вовчанського району, село увійшло до складу Чугуївського району.
5 грудня 2022 року село зазнало обстрілів з різнокаліберної артилерії, з боку російського агресора.
2 лютого 2023 року село потрапило під обстріл російського агресора.

## Економіка
У селі є молочно-товарна ферма.

## Об'єкти соціальної сфери
- Школа.
- Клуб.
- Будинок культури.
- Фельдшерсько-акушерський пункт.
- Лікарня.

## Пам'ятки
За два кілометри на південь від села Огірцеве, на невеликій височині заплавної тераси правого берега Сіверського Дінця виявлено багатошарове поселення доби бронзи та ранньої доби заліза. У цьому місці були розташовані житла землянкового типу, залишені племенами Черняхівської культури II-IV століть. Неподалік, в урочищі Розкопане, розташована стоянка кам'яної доби, де знайдено фрагменти неолітичної кераміки, кременеві знаряддя і відцепи.